# Бушен Алла Дмитрівна
Алла Дмитрівна Буше́н (нар. 21 вересня 1881, Замостя — пом. 30 квітня 1954, Київ) — українська радянська художниця декоративно-ужиткового мистецтва (вишивання) і педагог. Сестра художника Всеволода Бушена.

## Біографія
Народилася 21 вересня 1881 року в польському місті Замості. Протягом 1906—1908 років навчалася у рисувальній школі Товариства заохочування мистецтв у Санкт-Петербурзі.
У 1912—1917 роках викладала в гімназії та у 1920-х роках — у трудовій школі в Києві. Упродовж 1930—1954 років працювала художницею з вишивки експериментальної майстерні Українського художнього промислового союзу. Померла в Києві 30 квітня 1954 року.

## Творчість
Авторка малюнків вишивок для блузок, скатертин, рушників. Вироби, вишиті за її малюнками експонувалися в Польщі у 1956 році та Франції у 1957 році. 
Окремі роботи художниці зберігаються в Національному музеї українського народного декоративного мистецтва у Києві.